# Stazione di Tallinn Baltico
La stazione di Tallinn Baltico (in estone: Balti jaam), chiamata anche Tallinn Centrale e Tallinna reisijaam è la principale stazione ferroviaria di Tallinn, capitale dell'Estonia.
La stazione, da cui partono servizi pendolari locali e treni a lunga percorrenza, ha dodici binari, due dei quali sono situati a parte dal resto e servono destinazioni nazionali a lunga distanza come Pärnu o Viljandi. In passato vi erano anche servizi internazionali verso Mosca (Leningradskij) e San Pietroburgo, servizio effettuato da GoRail.
I binari più vicini all'edificio della stazione sono usati principalmente da treni locali, con servizio effettuato da Elektriraudtee o da Edelaraudtee per le lunghe distanze nazionali come Tartu o Narva.
Nella piazza antistante la stazione si svolgeva un mercato all'aperto chiamato Jaama Turg (mercato della Stazione), in seguito diventato un centro commerciale.

## Storia
La stazione Baltica di Tallinn è situata a nord-ovest della Città Vecchia. La prima stazione ferroviaria a Tallinn fu costruita intorno al 1860, come parte della linea ferroviaria Baltica (San Pietroburgo - Tallinn - Paldiski), lunga 400 km. Il primo edificio della stazione ferroviaria fu completato nel 1870. Fu costruito un edificio di due piani di calcare da cui si ergeva una torre. Durante la seconda guerra mondiale nel 1941, il fabbricato della stazione fu incendiato dall'Armata Rossa, e fu sommariamente rinnovato ala fine della guerra nel 1945.
Tra gli anni 1960 e 1966, la stazione venne completamente ricostruita. Dal 1990 la sala d'aspetto dei treni pendolari è utilizzata come mercato, in un'area di 20x20. Nel 2005 il governo dell'Estonia ha provveduto al rinnovo della struttura: nei pressi è stato costruito l'hotel Shnelli e vi sono gli uffici principali della maggiore compagnia ferroviaria nazionale, la Eesti Raudtee.
Le linee ferroviarie attualmente attestate su questa stazione sono a scartamento ridotto.

## Utilizzo
In passato esisteva anche un collegamento internazionale con San Pietroburgo, in Russia. Nel 2008 questa tratta extra UE fu soppressa, per scarso utilizzo, ma nel maggio 2012 è stata ripristinata, in via sperimentale, per poi essere sospesa di nuovo quando GoRail è diventato solo un operatore merci.
I tre paesi baltici e l'Unione europea hanno iniziato il progetto Rail Baltica che collegherà Tallinn, Riga e Kaunas con Varsavia tramite una linea ad alta velocità a scartamento normale, e da lì al resto della rete ferroviaria europea. Vi è anche un progetto di un Tunnel Helsinki-Tallinn per proseguire il collegamento in quella direzione.

## Galleria d'immagini

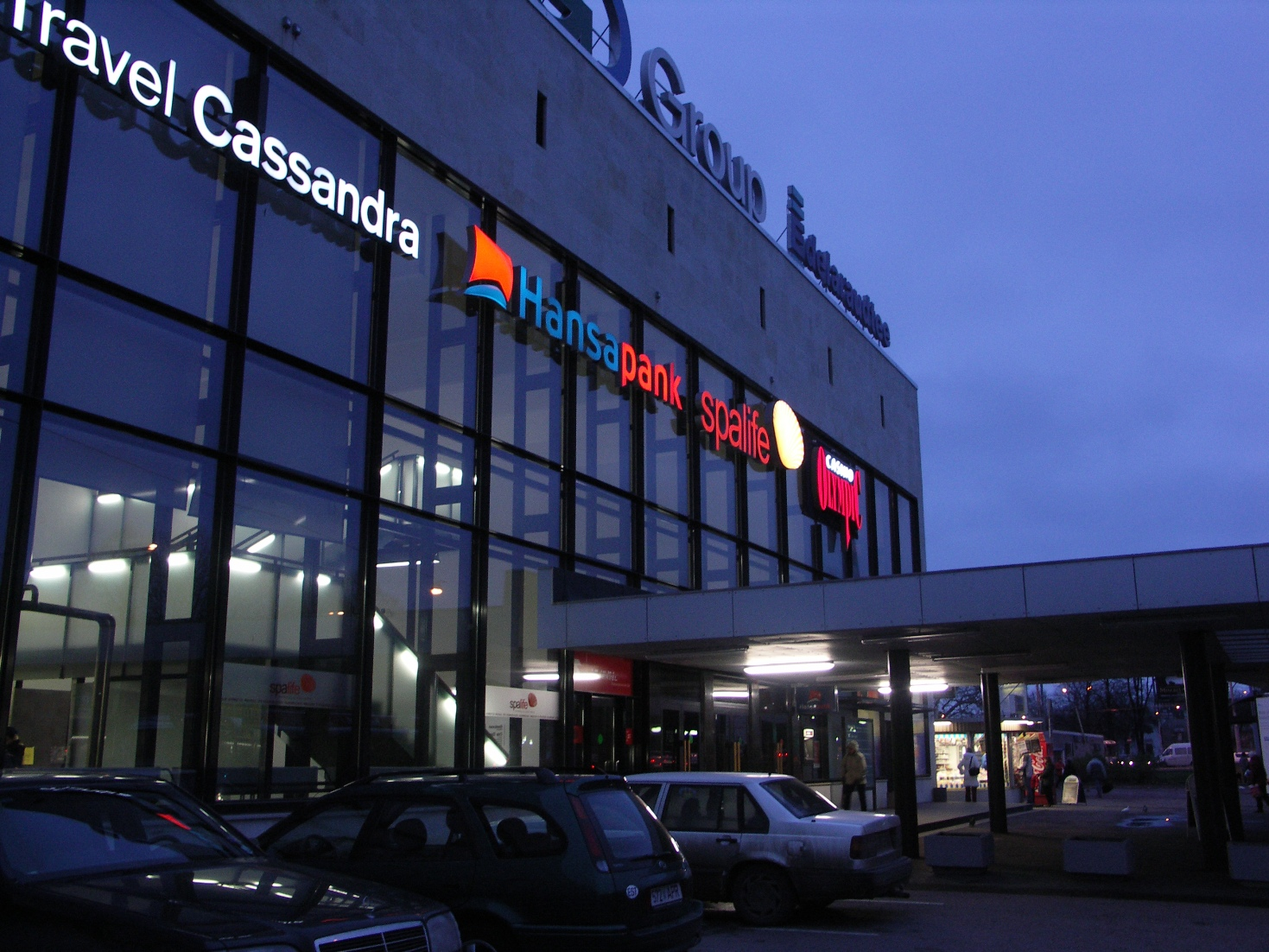
Stazione di Tallinn, visione notturna
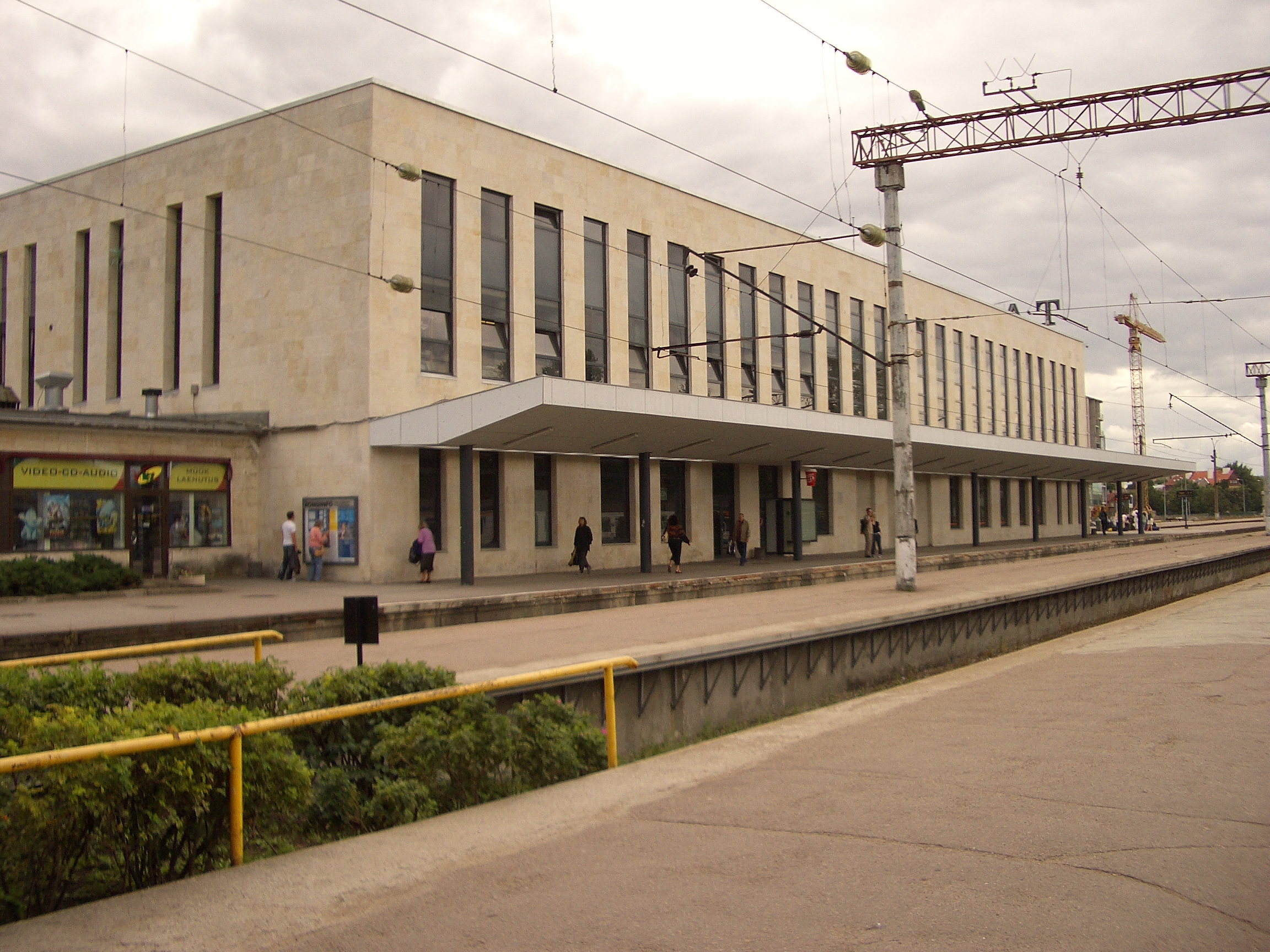
Stazione, lato binari
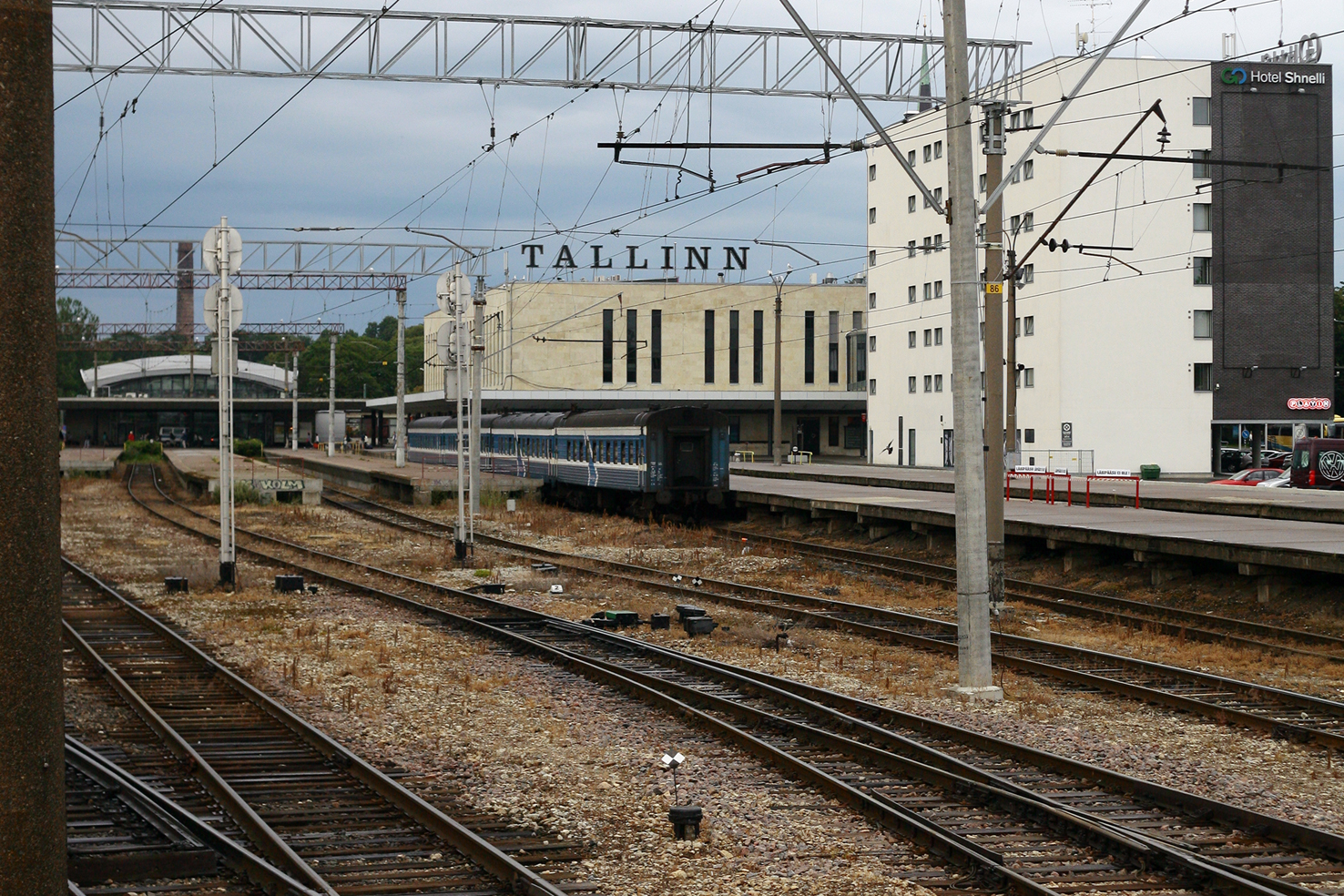
I binari
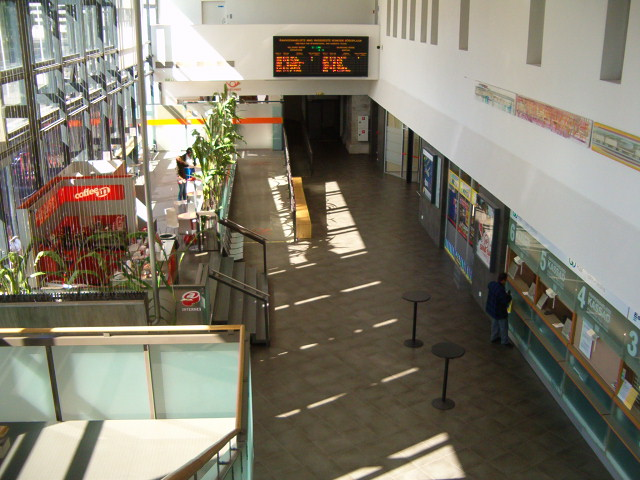
Interno della stazione